# Чукурбулак
Чукурбула́к (каз. Шүкірбұлақ) — село у складі Тюлькубаського району Туркестанської області Казахстану. Входить до складу Рискуловського сільського округу.
Населення — 1854 особи (2021; 1849 у 2009, 1570 у 1999, 1317 у 1989).